# 亞先基夫
50°24′32″N 32°45′45″E / 50.40889°N 32.76250°E
亞先基夫（烏克蘭語：Ященків），是烏克蘭北部的村莊，隸屬切爾尼希夫州的普里盧基區。該村面積0.25平方公里，海拔高度167米，2006年人口43，人口密度每平方公里172.7人。